# Блява (станция, населённый пункт)
Блява — станция (тип населённого пункта) в составе городского округа Медногорск Оренбургской области России.

## География
Находится в долине реки Блява. Фактически слился с одноимённым селом Блява.

## История
Населённый пункт несёт название одноимённой железнодорожной станции.
В 1929—1935 гг. входил в Средневолжский край
В районе станции Блява в 1930-х было обнаружено месторождение красного железняка с содержанием железа до 63 %.

## Население
| 2010 |
| ---- |
| 18   |

## Инфраструктура
Путевое хозяйство бывшей станции Блява Южно-Уральской железной дороги.
В 2 км к северо-западу от станции находится месторождение медного колчедана Яман-Касы.

## Транспорт
Автомобильный и железнодорожный транспорт.